# Récursion mutuelle
 (mai 2017).
Si vous disposez d'ouvrages ou d'articles de référence ou si vous connaissez des sites web de qualité traitant du thème abordé ici, merci de compléter l'article en donnant les références utiles à sa vérifiabilité et en les liant à la section « Notes et références ».
Et mathématiques et en informatique, la récursion mutuelle est une récursion où deux (ou plus) fonctions mathématiques ou programmatiques sont définies l'une en termes de l'autre. En informatique, cependant, on utilise plus souvent le terme "récursivité croisée".

## Exemple
Par exemple, deux fonctions A(x) and B(x) définies comme suit :
{\displaystyle A(x)={\begin{cases}1&,x\leq 1\\B(x+2)&,x>1\end{cases}}}
{\displaystyle B(x)=A(x-3)+4}

## Informatique
La récursion mutuelle est très commune dans le style de programmation fonctionnelle et est souvent utilisée pour la programmation en LISP, Scheme, ML et celle de langages similaires.
Dans des langages comme Prolog, la récursion mutuelle est pratiquement inévitable.
Certains styles de programmation découragent la récursion mutuelle, clamant qu'il est difficile de distinguer les conditions qui retournent une réponse de celles  dont le code tourne indéfiniment sans produire de réponse.
Cela s'apparente aux coroutines.